# Kung Cheng av Zhou
Kung Cheng av Zhou, var en kinesisk monark. Han var kung av Zhoudynastin 1042–1021 f.Kr.